# Artaso
Artaso es una localidad despoblada y antiguo municipio de España, perteneciente al actual municipio de Caldearenas, en la comarca oscense del Alto Gállego, Aragón.

## Historia
Contaba con una escuela y destacan su pozo que se conserva en buenas condiciones y la iglesia de San Julián del siglo XII, que cuenta con modificaciones de los siglos XVII o XVIII.
Al igual que el vecino pueblo de Sieso de Jaca, cuenta con un proyecto de repoblación neorruralista. Sin embargo, como ocurre en el caso de Sieso, oficialmente, a fecha 1 de enero de 2019, según el INE, la localidad no cuenta con ningún habitante censado.

## Demografía

### Localidad
Datos demográficos de la localidad de Artaso desde 1900:
| 82                    | 74 | 70 | 62 | 52 | 36 | -- | -- |
| (Fuente: IAEST e INE) |    |    |    |    |    |    |    |

- No figura en el Noménclator desde el año 1960.
- Datos referidos a la población de derecho.

### Antiguo municipio
Datos demográficos del municipio de Artaso desde 1842:
| 87            | -- | -- | -- | -- | -- | -- | -- |
| (Fuente: INE) |    |    |    |    |    |    |    |

- Entre el censo de 1857 y el anterior, este municipio desaparece porque se integra en el municipio de Latre.
- Datos referidos a la población de derecho, excepto en los censos de 1857 y 1860 que se refieren a la población de hecho.